# Hans Tabor
Hans Rasmussen Tabor (* 25. April 1922 in Kopenhagen; † 19. November 2003) war ein dänischer Diplomat und Politiker der Socialdemokraterne, der mehrfach Botschafter sowie zwischen Oktober 1967 und Januar 1968 kurzzeitig Außenminister war.

## Leben

### Diplomat und Ständiger Vertreter bei EWG, Euratom, EGKS und UN
Tabor begann nach dem Besuch der Staatlichen Schule in Birkerød 1940 ein Studium der Politikwissenschaften, das er 1948 abschloss. Nach einer darauf folgenden kurzen Tätigkeit im Direktorat für Lieferungen (Direktoratet for Vareforsyning) wurde er zunächst Sekretär im Generalsekretariat der 1948 gegründeten Organisation für europäische wirtschaftliche Zusammenarbeit (OEEC) in Paris, ehe er im Anschluss zwischen 1950 und 1952 Mitarbeiter im Außenministerium war. Danach nach Paris zurück und war erst Attaché sowie später Botschaftssekretär der Delegation Dänemarks bei der OEEC. 1956 wurde er Sekretär im Außenministerium und befasste sich dort bis 1957 als Assistent des Generalsekretärs mit Angelegenheiten der Nutzung des Sueskanals und war danach Bevollmächtigter des Außenministeriums.
Nach dem Inkrafttreten der Römischen Verträge zur Gründung der Europäischen Wirtschaftsgemeinschaft (EWG) und Europäischen Atomgemeinschaft (Euratom) am 1. Januar 1958 wurde Tabor Botschaftssekretär für Fragen der EWG und EURATOM an der Botschaft Dänemarks in Belgien, ehe er am 1. Dezember 1961 erster Ständiger Vertreter bei der EWG, EURATOM sowie der bereits 1951 gegründeten Europäischen Gemeinschaft für Kohle und Stahl (EGKS) wurde. Zunächst war er dort als Gesandter sowie seit 1963 im Rang eines Botschafters Leiter dieser Ständigen Vertretung.
Am 1. Mai 1964 wechselte Tabor als Ständiger Vertreter zu den Vereinten Nationen nach New York City und war während seiner bis zum 2. Oktober 1967 dauernden Tätigkeit Mitglied des UN-Sicherheitsrates sowie während des Sechstagekrieges zwischen Israel und Ägypten im Juni 1967 auch dessen Vorsitzender.

### Außenminister und Botschafter
Am 2. Oktober 1967 wurde Tabor, der Mitglied der Socialdemokraterne war, von Ministerpräsident Jens Otto Krag zum Außenminister (Udenrigsminister) in dessen zweites Kabinett berufen, dem er bis zur Niederlage bei den Folketingswahlen am 23. Januar 1968 und dem damit verbundenen Ende von Krags Amtszeit am 2. Februar 1968 angehörte. In dieser kurzen Amtszeit setzte er sich für die Ratifikation der Abschlussprotokolle nach der zwischen 1964 und 1967 tagenden Kennedy-Runde des Allgemeinen Zoll- und Handelsabkommen (GATT) ein, die zu einem Anti-Dumping-Abkommen zur Vermeidung von Preisverfall und eine Lektion zur Entwicklung führten.
Im Anschluss an seine Amtszeit als Außenminister wirkte Tabor zwischen 1968 und 1974 als Botschafter in Italien und war in dieser Funktion seit 1969 auch als Botschafter in Malta akkreditiert. Danach wurde er im Mai 1974 erneut Botschafter und Leiter der Ständigen Vertretung bei der UNO in New York City und enthielt sich bei der Abstimmung in der Generalversammlung der Vereinten Nationen zur Frage, ob die Palästinensische Befreiungsorganisation (PLO) bei der Versammlung am 14. Oktober 1974 ein Rederecht erhalten sollte, der Stimme. Nachdem daraufhin die Tageszeitung Kristeligt Dagblad am 18. Oktober 1974 als persönliche Meinung des Botschafters kritisierte, gab Außenminister Ove Guldberg am 23. Oktober 1974 bekannt, dass Dänemark für ein Rederecht gestimmt, Tabor unkorrekt gehandelt und die Enthaltung Tabors nur in der persönlichen Zuständigkeit des Botschafters gelegen hätte.
Am 5. November 1975 wurde Tabor daraufhin von Guldberg als Ständiger Botschafter bei der UNO abberufen, und mit Wirkung vom 1. Januar 1975 als Botschafter nach Kanada versetzt, wo er bis 1979 tätig war. Seine Versetzung empfand er als „ungerecht und brutal“ (‚urimelig og brutal‘). Nach Beendigung seiner Tätigkeit als Botschafter in Kanada fungierte er zwischen 1979 und 1986 als Leiter der Ständigen Vertretung bei der OECD in Paris und war während dieser Zeit von 1983 bis 1986 auch Vorsitzender des Exekutivkomitees der OECD.
Zuletzt wurde Tabor 1986 Botschafter Dänemarks in Norwegen und übte diese Tätigkeit bis zu seinem Eintritt in den Ruhestand 1992 aus.

## Veröffentlichungen
- Danmark og Marshallplanen, 1952
- De seks og det økonomiske samarbejde i Vesten, 1961
- Krig og krise – trods FN, 1977